# Hans Mehlhorn
Hans Mehlhorn (Aue, 16 gennaio 1900 – Colonia, 2 luglio 1983) è stato un bobbista tedesco.

## Biografia
Ai III Giochi olimpici invernali (svoltisi nel 1932 a Lake Placid, Stati Uniti d'America) vinse una medaglia di bronzo con Hanns Kilian, Max Ludwig e Sebastian Huber con il tempo di 8:00,04 con un distacco di quasi cinque secondi dalla seconda nazionale, e sette dalla prima classificata, le due statunitensi (i loro tempi:7:53,68 e 7:55,70).
Nel bob a due giunse settimo alla stessa edizione delle olimpiadi invernali.